# Церква святого Іллі (Циблі)
Це́рква Свято́го Іллі́ — руїни православної церкви у селі Циблі Бориспільського району Київської області. Потребує негайного порятунку та пам'яткоохоронного статусу. 

## Історія та архітектура
Першу церкву в Циблях побудували у 18 столітті. 
Цегляну церкву в. Іллі було споруджено 1861 року коштом колезького секретаря Кирила Оплачка.
Стилістично церква у Циблях дуже схожа на церкву святих Бориса і Гліба у Вишгороді. Тож церкву було збудовано за типовим проектом храмів, розроблених архітектором Костянтином Тоном.
Храм мав риси псковсько-новгородського архітектурного стилю з класичними елементами оздоблення, з п'ятьма цибулеподібними куполами. До храму була прибудована дзвіниця з шатроподібним верхом. Бані було позолочено. У храмі стояв триярусний 
іконостас.

У 1930-х роках храм закрили більшовики, а дзвіницю над бабинцем розібрали. У храмі розмістили склад зерна. Проте 1941 року служби було відновлено. Храм діяв до початку 1960-х років. У 1960-х роках село Циблі було перенесене дещо вище із зони затоплення Канівського водосховища, а церква залишилася на старому місці. Коли водосховище було заповнене, церква опинилася на невеликому острові неподалік від берега. Тож до церкви можна дістатись лише човном або вбрід.
У селі було збудовано нову церкву, також присвячену Св. Іллі. Старий храм — це одна з небагатьох церков Київщини, яка досі перебуває у стані руїн.

## Галерея

Церква Святого Іллі у 1910-х роках
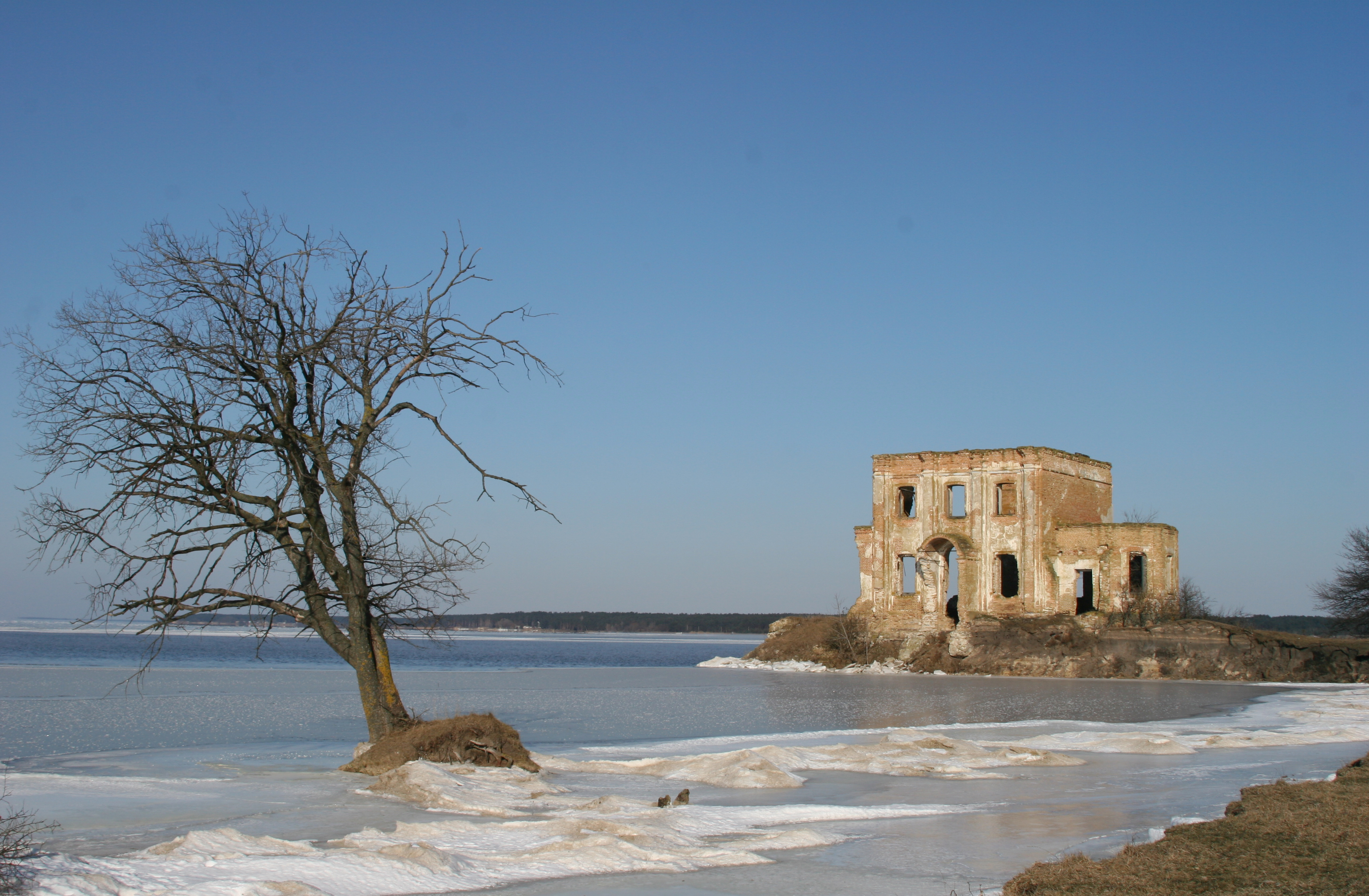
Вид на церкву (2007)
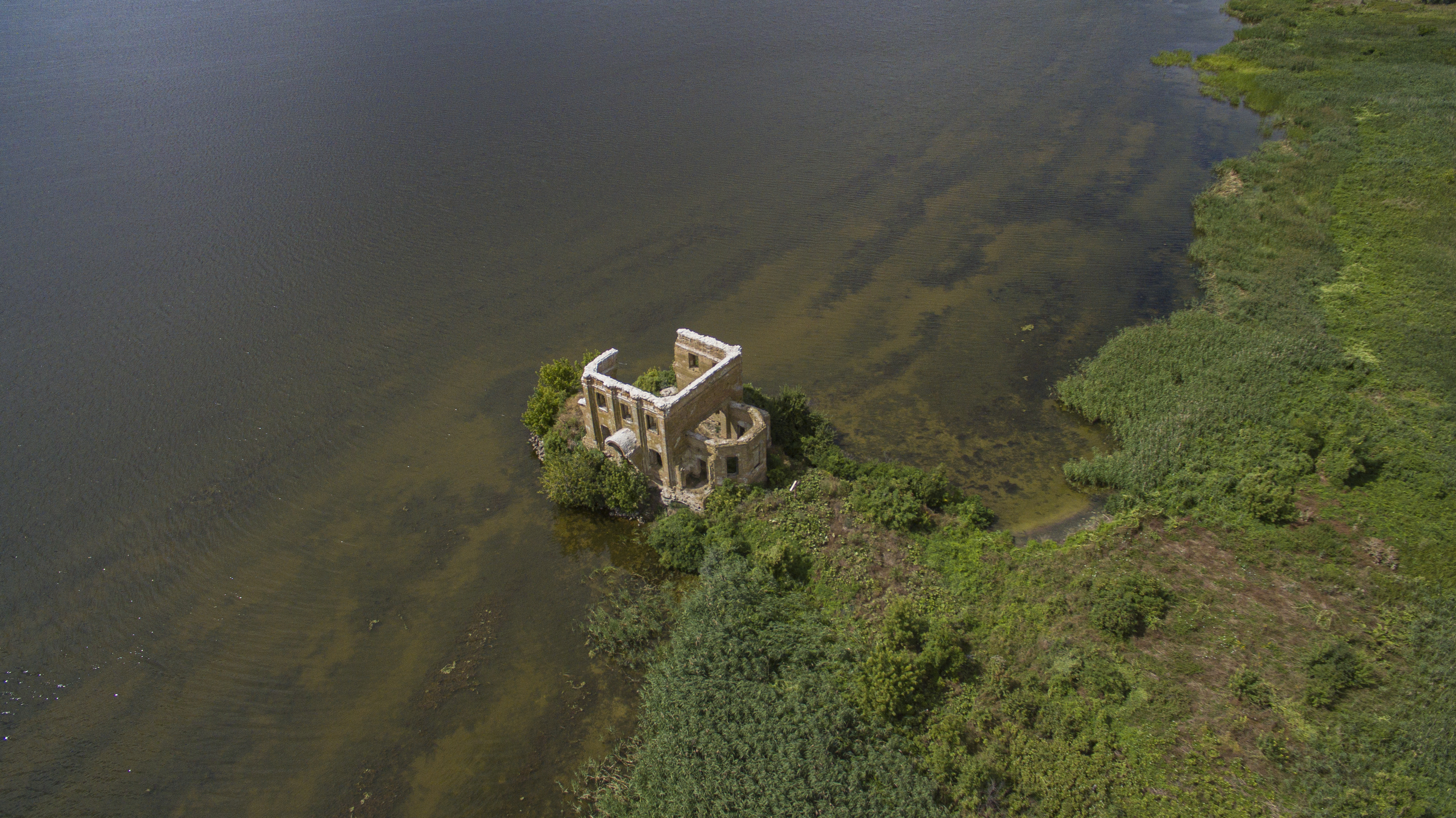
Вид на церкву (серпень 2020)
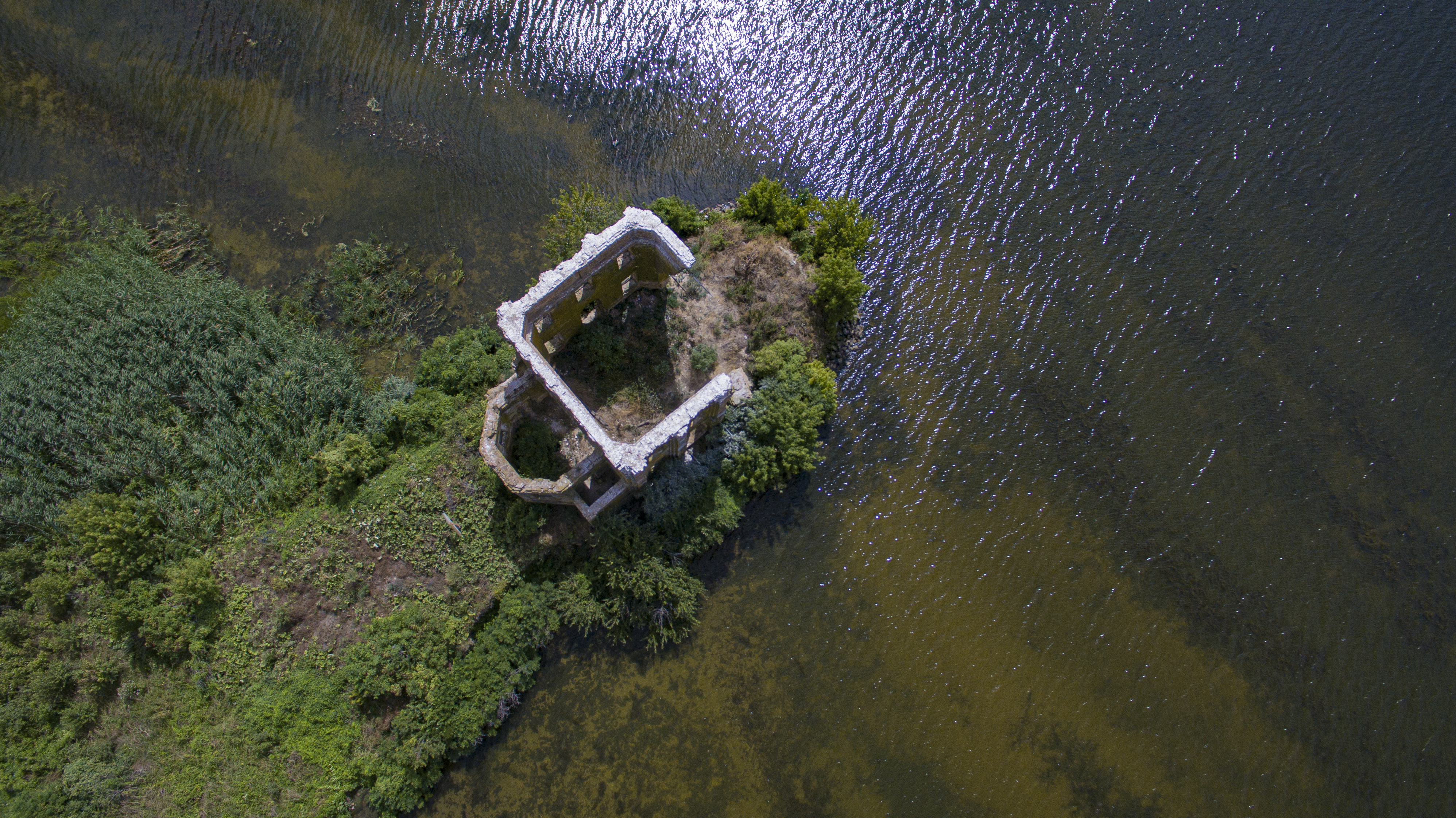
Вид на церкву (серпень 2020)